# الدوري السوفيتي الدرجة الثانية
الدوري السوفيتي الدرجة الثالثة (بالروسية: Вторая лига СССР по футболу)، تأسس الدوري السوفيتي للدرجة الثانية سنة 1971، وهي دوري درجة ثالثة بالبطولة الرسمية لاتحاد الكرة السوفيتي، حيث كان الدوري موجوداً حتى سقوط الاتحاد السوفيتي عام 1991.